# اکسبی اکسبری
اکسبی اکسبری (انگلیسی: Xabi Etxebarria؛ زادهٔ ۲۰ ژوئیهٔ ۱۹۸۷) بازیکن فوتبال اهل اسپانیا است.
از باشگاه‌هایی که در آن بازی کرده‌است می‌توان به باشگاه فوتبال اتلتیک بیلبائو و باشگاه فوتبال اتلتیک بیلبائو بی اشاره کرد.